# Jagnjenica
Jagnjenica – wieś w Słowenii, w gminie Radeče. W 2018 roku liczyła 298 mieszkańców.